# Ansambel Navihanke
Ansambel Navihanke je nekdanja slovenska narodnozabavna zasedba, ki je delovala od leta 2001 s sedežem v Laškem. Bila je ena najuspešnejših in najbolj priljubljenih tovrstnih zasedb. V času delovanja je prišlo do več zamenjav članov, zadnje ustanovne članice so skupino zapustile leta 2016. Naslednje leto se je delovanje Navihank končalo.

## Zasedba
Ustanovne članice Ansambla Navihanke so bile:
- Neža Petek – harmonika;
- Jasmina Šmarčan – bas kitara;
- Majda Naveršnik – kitara;
- Maša Uranjek – flavta;
- Sonja Hercog – saksofon;

Leta 2007 se je namesto Petkove ansamblu pridružila nova harmonikašica Tanja Čretnik, ki je v ansamblu ostala do konca, le med letoma 2009 in 2012 jo je nadomestila Bernarda Podlesnik. Leta 2010 je prišlo tudi do zamenjave kitaristke, namesto Naveršnikove se je ansamblu priključila Tamara Gobec, pozneje poročena Zagajšek, ki je v ansamblu ostala do konca.
Leta 2016 so ansambel ob spremembi vodenja zasedbe zapustile Sonja Hercog, Maša Uranjek in Jasmina Šmarčan, torej še zadnje ustanovne članice. Pridružile so se Tina Poljanšek, Irena Volasko in Marjetka Kršlin, ki so v tej zasedbi delovale slabo leto.

## Delovanje
Ansambel Navihanke je bil ustanovljen leta 2001 v Laškem. Idejni vodja ansambla je bil Sonjin oče Marjan Hercog. V času ustanovitve ansambla so bile vse članice še najstnice. Bile so ena redkih ženskih narodnozabavnih zasedb, ki so uporabile tudi flavto in saksofon, kar je bila posebnost ansambla.
Leta 2014 so se odpravile na večjo turnejo po ZDA. Obiskale so Cleveland, Pittsburgh, Lemont, Milwaukee, Duluth, Twin Cities, Sacramento, Palo Alto in San Francisco, kjer so opravile več nastopov.
Leta 2016 je Marjan Hercog vodenje ansambla predal agenciji Unico. Takrat so zasedbo zapustile še zadnje ustanovne članice. Nastala je nova zasedba, v kateri sta od prej ostali Čretnikova in Zagajškova, pridružile pa so se Tina Poljanšek, Irena Volasko in Marjetka Kršlin. Izdale so skladbo Mr. Perfect in napovedale koncert ob 15-letnici ansambla in izdajo albuma, vendar do tega ni prišlo. Leta 2017 so domnevno zaradi spora z agencijo dobile odpoved, kar je pomenilo konec delovanja uspešne zasedbe. Sicer so se pojavile govorice, da se išče nova dekleta za vnovično oblikovanje zasedbe.

## Uspehi
Ansambel Navihanke je na festivalih osvojil naslednje nagrade:
- 2002: Festival Vurberk – Srebrni zmaj in 1. nagrada za izvedbo.
- 2002: Graška Gora poje in igra – Nagrada za najboljšo izvedbo, zlati pastirček in nagrada za najboljše besedilo.
- 2003: Festival Vurberk – 3. nagrada za izvedbo.
- 2003: Graška Gora poje in igra – Najboljši ansambel po mnenju občinstva in zlati pastirček.
- 2003: Festival Ptuj – Najboljši ansambel po mnenju občinstva in nagrada za najboljšo melodijo (avtor Brane Klavžar).
- 2004: Slovenska polka in valček – Najboljša polka: Miši se bojim.
- 2004: Festival Števerjan – Nagrada za najboljši ansambel festivala.
- 2005: Festival Vurberk – Srebrni zmaj.
- 2012: Slovenska polka in valček – Najboljša polka: Pokaži mi, da me imaš še rad.

## Diskografija
Ansambel Navihanke je v času delovanja izdal naslednje albume:
1. Mora biti moj
2. Miši se bojim
3. Banjo, flavta, saksofon
4. Zasuči me, gasilec!
5. Navihanih 10
6. Just for you

Izdan je bil tudi DVD 2015 Tour DVD: LIVE in Concert, World Fest, Branson, MO.

## Največje uspešnice
Ansambel Navihanke je najbolj poznan po naslednjih skladbah:
- Gasilec moj
- Miši se bojim
- Na mojem licu
- Pokaži mi, da me imaš še rad
- Pravljica za dva
- Študentska je težka
- Zasuči me